# 網走信用組合
網走信用組合（あばしりしんようくみあい）は、かつて2002年7月5日まで北海道網走市に本店を置いていた信用組合である。23億円の債務超過により経営破綻したため、釧路市に本店のある釧路信用組合へ営業譲渡した。

## 概要
網走信用金庫の前身である網走信用組合は1925年に設立されている。1951年に信金へ改組して、改めて1966年に網走信用組合が設立された。
1980年には、網走信用金庫と網走信用組合が網走税務署管内3月期決算高所得法人公示で1位、2位を争うほどの高所得額を見せた。
その網走信用組合は、1999年6月21日の第33回通常総代会で経常損失約9億円、当期損失約1億円、あわせて約10億円の赤字を発表。このかつてない赤字の結果、福田貢理事長は経営悪化の責任を取り辞任をした。後任には加藤弘行専務が理事長についている。
2001年には自己資本比率が国内基準の4％を割り込み、金融庁から業務改善命令を受けた。本店のある網走市と支店のある7市町に資本増強策の形で優先出資証券の引き受けを打診した。その合計額は1億9000万円であった。網走市は6000万円を買い入れる方針を決めたものの、北見市では、優先出資証券1000万円の引受けに難色を示し、あまりにも悪化した網走信用組合の財務状況から興味を示さなかった。
この結果、23億円の債務超過に陥った網走信用組合は2001年11月9日に経営破綻した。1997年11月17日に多額の不良債権によって経営破綻している北海道拓殖銀行以来、管内に大打撃を与える倒産は2つ目となり、網走経済は混乱に見舞われる。
破産管財人が網走・北見・遠軽・紋別の各信用金庫と釧路信用組合に受皿金融機関として打診をかけた。網走信用金庫が11月12日に受皿金融機関になると名乗りを上げ、釧路信用組合も11月16日に受皿金融機関になると名乗りを上げている。網走管内の信用金庫、釧路信用組合のいずれにせよ、十勝信用組合（本店・帯広市）や北央信用組合（本店・札幌市）に打診する考えは全くなかった。最終的には釧路信用組合に営業譲渡することを決めた。
2003年11月5日、不良債権を引き継いだ整理回収機構が回収見込みのない融資で同信組に損害を与えたとして、旧網走信用組合首脳陣の福田貢元理事長、加藤弘行元専務理事など旧経営陣4人を相手取り、総額1億円の損害賠償を求める訴訟を札幌地裁に起こしている。

## 沿革
- 1966年5月20日　網走信用組合を設立。
- 1986年10月24日　全国信用組合中央協会から優良組合として表彰される。
- 1988年5月24日　福田貢理事長就任。
- 1999年6月21日　網走信用組合に約10億円のかつてない赤字が発覚、福田理事長辞任。理事長後任に加藤弘行専務。
- 2001年11月9日　23億円の債務超過で経営破綻。
- 2002年7月5日　網走信用組合最後の営業。36年の歴史に幕を閉じ、7月8日から釧路信用組合に引き継がれる。

## 営業譲渡後の店舗の動き
現在も釧路信用組合として営業を続けている店舗
- 網走本店（釧路信用組合網走支店）
- 北見支店
- しれとこ支店
- 小清水支店
- 清里支店

釧路信用組合に譲渡後、不採算となって2007年11月2日に閉鎖された店舗
- 女満別支店
- 佐呂間支店
- 斜里支店

廃止された店舗
- 紋別支店